# 西藏嵩草
西藏嵩草（学名：Carex tibetikobresia），为莎草科薹草属下的一个植物种。产于甘肃、青海、四川西部、西藏东部；生于河滩地、湿润草地、高山灌丛草甸，海拔3000-4600米。模式标本采自甘肃。